# Гуанчале
Гуанчале (італ. Guanciale; італійська: [ɡwanˈtʃaːle]) — італійський в’ялений м’ясний продукт із свинячих баків (щоки) . Його назва походить від guancia , що означає «баки» . Його топлений жир надає смаку та згущує соус до макаронних страв .

## Виготовлення
Римські кухарі зазвичай натирають Guanciale  лише сіллю та чорним меленим перцем, але деякі виробники використовують інші спеції, трави, peperoncino  або червоний перець  і іноді часник. Його в'ялять протягом трьох тижнів або поки він не втратить приблизно 30% своєї початкової ваги. Його смак сильніший, ніж у інших продуктів зі свинини, таких як панчетта, а текстура більш ніжна. Під час приготування жир зазвичай тане.

## В кулінарії
Гуанчале можна нарізати та їсти безпосередньо невеликими порціями, але часто використовується як інгредієнт для страв з пасти  таких як Спагетті аля корбонара (spaghetti alla carbonara) і соусів, таких як  Суго аматричана (sugo all'amatriciana) .
Це спеціалітет (фірмовий продукт) центральної Італії, зокрема Умбрії та Лаціо. Панчетта, в'ялений італійський бекон, який зазвичай не коптять, іноді використовується як заміна, коли гуанчале недоступне .